# Hynobiidae
Gli Inobidi (Hynobiidae Cope, 1859) sono una famiglia di anfibi caudati primitivi che vivono nella Russia europea ed in gran parte dell'Asia; sono imparentati con i Criptobranchidei, e, insieme a loro, formano il sottordine Cryptobranchoidea; alcuni inobidi sono a rischio di estinzione.

## Descrizione
Le specie più grandi non superano i 25 cm di lunghezza e la maggior parte delle specie sono più piccole di 10 cm; molte specie sono neoteniche, i polmoni sono presenti in tutte le specie, eccetto che nei generi Onychodactylus e Ranodon; sono presenti dei denti sul palato.